# 西倉鉄也
西倉 鉄也（にしくら てつや、1958年4月26日 - ）は、日本の土木技師。
東京都建設局長、東京都技監などを歴任し、東京地下鉄株式会社常務取締役に就任。

## 経歴
1982年3月 早稲田大学理工学部卒業。1982年4月 東京都入庁。2008年7月 建設局第二建設事務所長。2010年7月 建設局企画担当部長。2012年7月 都市整備局市街地整備部防災都市づくり担当部長。2013年7月 都市整備局都市基盤部長。2014年7月 都市整備局理事。
2015年7月 建設局道路監。2015年9月 東京臨海高速鉄道監査役（非常勤）。2016年7月 建設局長。2018年4月 東京都技監。2019年6月 東京地下鉄株式会社常務取締役。